# György Dörner
György Dörner, ungersk skådespelare född 9 december 1953 i Budapest, Ungern.

## Roller (i urval)
1. A Titkos Háború (2002)
2. Üvegtigris (2001)
3. 6:3, Avagy Játszd Újra Tutti (1999)
4. A Rózsa Vére (1998)
5. Ábel Amerikában (1998)
6. Honfoglalás (1996)
7. Az Asszony (1996)
8. Devictus Vincit (1994)